# Jesienna sonata (film)
Jesienna sonata – szwedzko-francusko-niemiecki dramat z 1978 roku w reżyserii Ingmara Bergmana.

## Opis fabuły
Charlotte jest światowej sławy pianistką. Zostawiła rodzinę dla sztuki, przeżywa depresję po śmierci przyjaciela Leonarda. Na zaproszenie córki i jej męża przyjeżdża ze Szwajcarii do małego prowincjonalnego zboru protestanckiego w Norwegii. Na miejscu okazuje się, że Eva wzięła pod dach umysłowo chorą siostrę Helen, zamkniętą przed laty przez matkę w zakładzie dla obłąkanych. Między kobietami dochodzi do spięcia. Próbują wyjaśnić kilka ważnych spraw.

## Obsada
- Ingrid Bergman – Charlotte Andergast
- Liv Ullmann – Eva
- Lena Nyman – Helena
- Halvar Björk(inne języki) – Viktor
- Arne Bang-Hansen(inne języki) – Wujek Otto
- Gunnar Björnstrand – Paul
- Erland Josephson – Josef
- Georg Løkkeberg(inne języki) – Leonardo

## Nagrody i nominacje
Oscary za rok 1978
- Najlepsza aktorka – Ingrid Bergman (nominacja)
- Najlepszy scenariusz oryginalny – Ingmar Bergman (nominacja)

Złote Globy 1978
- Najlepszy film zagraniczny – Ingmar Bergman[1]
- Najlepsza aktorka dramatyczna – Ingrid Bergman (nominacja)[1]

## Realizacje teatralne
W 2024 roku Anna Burzyńska i Magdalena Łazarkiewicz napisały autorski scenariusz pt. „Persona K2”, inspirowany „Jesienną sonatą” i „Personą” I. Bergmana. Spektakl wyreżyserowała Magdalena Łazarkiewicz w krakowskim Teatrze BARAKAH.